# Hmarîne, Kozelșciîna
Hmarîne (în ucraineană Хмарине) este un sat în comuna Breusivka din raionul Kozelșciîna, regiunea Poltava, Ucraina.

## Demografie
Componența lingvistică a localității Hmarîne
     Ucraineană (93,75%)
     Rusă (6,25%)
Conform recensământului din 2001, majoritatea populației localității Hmarîne era vorbitoare de ucraineană (93,75%), existând în minoritate și vorbitori de rusă (6,25%).